# Dispozitive optice de stocare
Un dispozitiv optic de stocare a datelor, numit și disc optic, este un dispozitiv care stochează informația pe suprafața unui disc și citește această informație prin iluminarea suprafeței cu un laser și observarea reflexiei. Tot „disc optic” este numit și discul propriu-zis purtător de date. Clasificarea discurilor optice după caracteristicile înregistrărilor:
- Discuri cu informații permanente, produse în fabrică (read only media, ROM),
- Discuri ce pot fi înregistrate la utilizator doar o singură dată (write once media, writable),
- Discuri ce pot fi înregistrate de mai multe ori (re-write media, re-writable).

În prezent sunt folosite următoarele tipuri de discuri optice:
- CD, CD-ROM, DVD, BD-ROM – de tipul read only, folosite pentru distribuția în masă a informației digitale (muzică, filme, programe pentru PC);
- CD-R, DVD-R, DVD+R, BD-R – de tipul write once, folosite pentru stocarea informației;
- CD-RW, DVD-RW, DVD+RW, DVD-RAM, BD-RE – dispozitive de stocare ce se scriu foarte încet, dar se citesc foarte repede, folosite pentru stocarea informației;
- Ultra Density Optical sau UDO are o capacitate de stocare similară cu BD-R sau BD-RE și este un dispozitiv ce se scrie încet, se citește repede și este folosit pentru stocarea informației.

Există și dispozitivele de stocare magneto-optice. Acestea sunt discuri optice care stochează informația prin magnetizarea suprafaței lor feromagnetice. Înregistrarea se efectuează prin combinarea metodelor magnetice și optice, iar citirea se face optic. Aceste dispozitive stochează informația în mod nevolatil, cu acces secvențial, cu proces de scriere lent dar cu citire rapidă.

## CD
Articol principal: CD
Compact Disc este un disc optic folosit pentru stocarea informației digitale. Inițial a fost creat pentru stocarea datelor în format audio, însă mai tarziu a permis și păstrarea altor tipuri de date.
CD-urile standard au un diametru de 120 mm si pot stoca până la 80 de minute de date în format audio necomprimate (700 MB de date). Mini CD-ul are diametre variabile, între 60 mm si 80 mm și poate stoca până la 24 de minute de date în format audio.
Un CD este alcătuit dintr-un plastic policarbonat, aproape pur, cu grosime de 1,2 mm și cu greutate între 15 si 20 de grame. Un strat subțire de aluminiu sau mai rar, de aur, este aplicat suprafeței pentru a o face reflexivă. Metalul este protejat prin aplicarea unui strat de lac direct pe suprafața reflexivă.
Datele sunt stocate pe CD ca o serie de indentații cunoscute sub numele de “pits” (gropi), codate în spirală în stratul de policarbonat. Zonele dintre gropi sunt cunoscute sub numele de “lands” (terenuri). 
Gropile și terenurile nu reprezintă zero-urile și unu-rile din datele binare. În schimb este folosită o codare non-return-to-zero, inverted: o schimbare din groapă în teren indică un unu, în timp ce nici-o schimbare reprezintă o serie de zerouri. Trebuie să fie cel puțin două și nu mai mult de zece zerouri între fiecare unu; numărul de zerouri este dat de lungimea gropii.
CD-urile sunt sensibile la deteriorări atât din cauza folosirii în mod normal cât și din cauza expunerii la mediul înconjurator. Zgârieturile pot fi reparate prin reumplerea lor cu un plastic refractant asemănător sau prin netezire.

### CD-ROM
Compact Disc-Read Only Memory este un Compact Disc ce conține informație care poate fi accesată, dar nu și scrisă, de către un calculator. Sunt folosite în special pentru distribuția de software incluzând jocuri și aplicații multimedia, dar pot stoca orice tip de date (până la limita de capacitate a discului). Unele CD-uri conțin atât date pentru calculator cât și audio ce pot fi redate de către un CD player.
CD-ROM-urile sunt identice cu CD-urile ca formă, iar datele sunt stocate și citite într-o manieră similară (diferă de CD-urile audio doar prin standardele folosite pentru stocarea datelor). Informația este stocată pe disc sub forma unei serii de indentații microscopice. Un laser este aplicat pe suprafața reflexivă a discului pentru a citi tiparul creat de gropi și terenuri. Deoarece adâncimea gropilor este aproximativ o ¼ până la 1/6 din lungimea de undă a luminii laserului folosită pentru a citi discul, faza razei reflectate este shiftată în relație cu raza inițială, producând o interferență destructivă și reducând intensitatea razei reflectate. Acest tipar de schimbare a intensității razei reflectate este convertit în informație binară.

### CD-R și CD-RW
Compact Disc-Recordable si Compact Disc-ReWritable sunt variații ale CD-ului. CD-R este de tipul Write Once Read Many, deși nu este obligatoriu ca întregul disc să fie scris într-o singură sesiune. CD-RW este un Compact Disc ce poate fi rescris de până la 1000 de ori. Ambele tipuri sunt disponibile cu capacități de 80 de minute de audio sau 703 MB.
În cazul  CD-R, discul de policarbonat conține un șanț în formă de spirală, numit “pregroove”(deoarece este creat înainte ca informația să fie scrisă pe disc), pentru a ghida raza laserului în timpul scrierii și citirii informației. Acest pregroove este creat în partea de sus a discului de policarbonat, unde gropile și terenurile s-ar găsi într-un CD obișnuit; partea de jos pe care se aplică raza laserului este plată și netedă. Partea discului pe care se află șanțul este acoperită cu un strat foarte subțire de colorant organic peste care se aplică un strat subțire de argint, aliaj de argint sau aur. În final, un strat protector de lac foto-polimerizabil se aplică peste metalul reflector și uscat cu ajutorul luminii ultraviolete.
Un CD-R nescris nu este gol. Șanțul preegrove are un zigzag ce ajută laserul cu care se scrie să rămână pe aceeași direcție și să scrie informația pe disc la o rată constantă. 
Menținerea unei rate constante este importantă pentru a asigura o mărime și o spațiere corespunzătoare pentru gropile și terenurile imprimate în stratul de colorant.
Șanțul pregroove nu este distrus la scrierea discului; el este folosit pentru stocarea unor informații, de exemplu pentru protecție impotriva copierii.
Discurile CD-RW trebuiesc șterse înainte de refolosire. Se pot folosi metode diferite de ștergere, printre care ștergerea completă a suprafeței întregi a discului sau ștergerea rapidă în care doar zonele de meta-data sunt șterse. Ștergerea rapidă este de obicei suficientă pentru permiterea rescrierii discului. Este posibilă recuperarea datelor de pe un CD-RW șters complet doar cu ajutorul unui echipament specializat în recuperarea datelor.

## DVD
Articol principal: DVD
Scopurile principale ale unui Digital Video Disc sau Digital Versatile Disc sunt de stocare fișiere video si date. DVD-urile au aceleași dimensiuni ca și compact discurile, dar sunt capabile să stocheze aproape de 7 ori mai multă informație.
Variații ale termenului DVD indică modul în care informațiile sunt stocate pe discuri. De exemplu DVD-ROM (read only memory) păstrează date care pot fi doar citite nu și scrise, DVD-R si DVD+R (recordable) pot fi scrise o singură dată, după care funcționează ca un DVD-ROM, DVD-RW(re-writable), DVD+RW si DVD-RAM(random access memory) pot fi scrise și șterse de mai multe ori. Lungimea de undă a unui laser folosit pentru DVD-uri standard este de 650 nm, astfel lumina are culoarea roșie.
DVD-urile sunt folosite de către distribuitorii de filme pentru a înlocui casetele VHS ca mijloc de distribuție către consumatori. Acestea au fost alese pentru abilitatea lor de a reproduce imaginile în mișcare și sunetul, pentru durabilitate superioară și pentru interactivitate.
DVD-urile folosesc un laser emis de către o diodă cu o lungime de undă de 650 nm, care în comparație cu cea folosită la CD de 760 nm, permite gravarea unor gropi mai mici pe suprafața discului, permițând DVD-urilor să aibă o capacitate de stocare mai mare.
Înregistrarea pe două straturi permite DVD-R si DVD+R să stocheze o cantitate considerabilă de date – pana 8,54 GB per disc, comparat cu 4,7 GB pentru discurile cu un singur strat. Viteza de scriere este mai mică în comparație cu cea a DVD-urilor normale și o ușoară tranziție între straturi poate fi observată.
Un disc cu dublu strat diferă de un DVD obișnuit prin adăugarea unul al doilea strat fizic în interiorul discului. Acest strat secundar poate fi accesat prin aplicarea unui laser prin primul strat semitransparent.
Există două moduri de orientare a celor două straturi. Parallel Track Path, folosit la DVD-ROM, în care ambele straturi încep de la diametrul interior și se termină la diametrul exterior printr-un lead-out. Opposite Track Path, folosit în multe DVD-uri, în care stratul inferior începe de la diametrul interior, iar stratul superior începe de la diametrul exterior, unde cel de-al doilea strat se termină; acestea împart un lead-in și un lead-out.

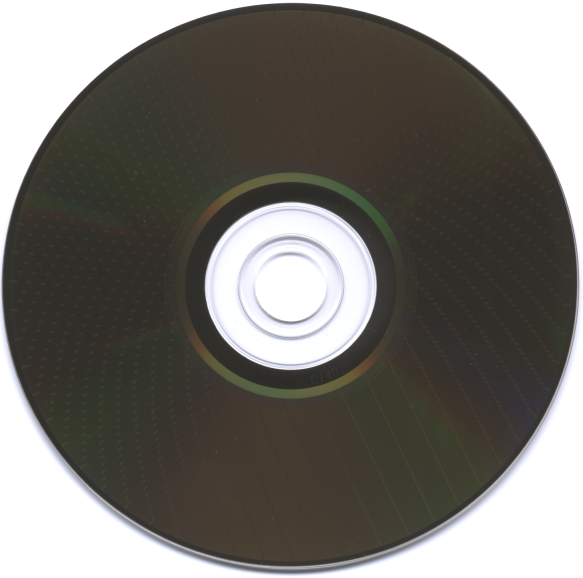
lățimepx

### DVD-RAM
Tehnologia DVD-Random Access Memory oferă o excelentă integritate a datelor, memorare a datelor și protecție împotriva deteriorării prin anumite mecanisme și proprietăți. Astfel DVD-RAM este văzut ca fiind mai bun decât alte tehnologii DVD pentru stocarea datelor, în special pentru back-up sau arhivare.
Structura unui disc DVD-RAM este asemănătoare cu cea a unui hard disk sau floppy disk, deoarece stochează datele în cercuri concentrice. DVD-RAM-urile pot fi accesate la fel ca un hard sau un floppy, de obicei nu este nevoie de un software special. Un DVD-RAM este ușor recunoscut datorită numeroaselor dreptunghiuri de pe suprafața sa.
Aceste discuri au o durată lungă de viață, dacă nu există deteriorări fizice informația poate fi păstrată pentru o perioadă de aproximativ 30 de ani. Pot fi rescrise de un număr mare de ori, asigură o scriere fără greșeli a discurilor, integritatea fiind verificată in mod hardware. Accesul la fișierele mici este foarte rapid.

## BD
Articol principal: Blu-ray
Blu-ray Disc a fost proiectat pentru a înlocui formatul DVD. Are aceeași formă și mărime ca un CD și un DVD, cu 25 GB pe strat și două straturi (în total 50 GB). Numele de Blu-ray Disc se referă la culoarea albastră a laserului folosit pentru citirea datelor de pe disc, ceea ce permite o capacitate de stocare de 6 ori mai mare în comparație cu un DVD.
În timp ce un DVD folosește un laser roșu cu lungime de undă de 650 nm, BD folosește un laser albastru de lungime de undă de 405 nm. Lungimea de undă mai mică permite stocarea de până la 5 ori mai multe date pe fiecare strat decât un DVD. Deoarece într-un BD stratul de date este mai apropiat de suprafața discului decât la un DVD standard, acesta a fost inițial mai vulnerabil la zgârieturi. Astfel au fost introduse învelișuri antistatice și rezistente la zgârieturi pe suprafața de pe care se citesc datele.

## Sisteme de fișiere
În perioada 1985–1986, mai multe companii s-au reunit și au publicat specificația formatului de fișier High Sierra, primul sistem de fișiere CD-ROM standard din industrie care a făcut ca CD-ROM-urile să fie universal utilizate în PC-uri. În prezent există mai multe sisteme de fișiere  utilizate pe discuri optice:
- High Sierra
- ISO 9660 (bazat pe High Sierra)
- Joliet
- El Torito
- UDF (Universal Disk Format)
- Mac HFS (Hierarchical File Format)
- Rock Ridge
- Mount Rainier

## Vezi și
- Rainbow Books